# Börta Crämars
Börta Crämars, född omkring 1598, död 2 december 1669, var en svensk kvinna som åtalades för häxeri under det stora oväsendet. Hon anklagades för att ha varit en av de häxor som sänkt en skuta i havet tillsammans med en grupp andra häxor i djurgestalt. Hon bekände sig skyldig utan att ha utsatts för tortyr och utpekade flera personer i sin tur.

## Biografi
Börta Crämars var bosatt i Mollösund. Hon angavs år 1669 för häxeri av Malin på Härön. 
Börta beskrevs av sin medåtalade Gertrud Corporals som »galen och afsinnigh»; hon erkände direkt, utan vare sig upprepade frågor eller tortyr, att hon var skyldig till häxeri. 
Hon bekände: 
"på därom gjord fråga utan ringaste tvekan, att den onde i hennes tolfte till fjortonde år, således 1601 — 1604 kommit till henne i en mans liknelse och övertalat henne till att tjäna honom. Denna sommar hade hon jämte Malin på Herrön och Per Larsson, Per Mattsson och Gertrud Corporals samt Anna Persdotter varit ombord — i djurgestalt — på Tomas Anderssons fiskeskuta, som i Västersjön gick under med man och allt. Härvid stod Malin mitt på skutan och bröt av masten, Per Larsson stod vid rodret och styrde, Gertrud satt på rån. Men själv satt Börta Crämars bak på skutan". 
Hon erkände vidare, att hon gjort en kvinna i Rålanda (i Tegneby) dödlig sjuk; att hon givit en man (möjligen Truls i Mellby) benbrott, och (26 augusti), att hon gjort sin egen son impotent, något hennes son bekräftade i sitt vittnesmål mot henne; efter tillfrågan för att hon ville att han skulle stanna hemma hos henne istället för att springa efter kvinnor.  
Hon uppgav att hon och de andra häxorna - både män och kvinnor - brukade hålla satansmöte på ett skär mitt emot Mollösund, en dal i Morlanda socken, och på berget vid vägen mellan Röd och Lysbo. 
Crämars pekade ut fem medskyldiga: Malins son Per Madtson, Per Larssons dotter Anna Persdotter, och Elin i Bua, samt bekräftade Malins angivelser mot Börta Cornelius, Gertrud Corporals och Ragnela i Lysbo (Rangelle från Lösbo).  
I oktober förhördes hon av trolldomskommissionen, som då hade bildats. Hon angavs dock då vara i mycket dåligt skick: "Ty Börta syntis, som alt sans och förnuft hade warit henne betagit och kunde ingen beskied vidare göra, utan satt, som hon allaredan halfdöd warit hade".
I november 1669 bekräftades dödsdomarna av Börta Crämars, Gertrud Corporals, Per Larsson och Anna Persdotter.
Börta Crämars avled i fängelset 2 december 1669.